# Universitat Stradiņš de Riga
La Universitat Stradiņš de Riga (en letó: Rīgas Stradiņa universitāte; en llatí: Universitas Rigensis Stradina) és una universitat pública situada a Riga, Letònia. El nom Stradiņš en el títol de la universitat prové dels membres de la família Stradiņš que han tingut una influència significativa en el curs de la vida comunitària i acadèmica a Letònia durant més d'un segle. La tasca professional de Pauls Stradiņš, antic degà de la facultat de Medicina de la Universitat de Letònia, assegura la transmissió dels valors i la qualitat de l'educació en la medicina, la creació d'un pont entre l'educació i la ciència de Letònia abans i després de la guerra, i aconseguir una base ferma per a la creació i desenvolupament de la Universitat Stradiņš de Riga.

## Informació general

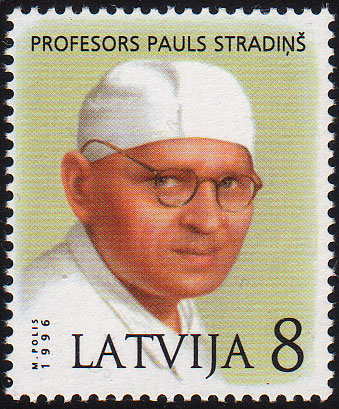
Segell de correus de Letònia el 1996 en honor del 100 aniversari del Professor Pauls Stradiņš

L'any 1950 l'Institut de Medicina de Riga va ser fundat basant-se en la Facultat de Medicina de la Universitat de Letònia. Els iniciadors van ser els professors Pauls Stradiņš (1896-1958) i Ernests Burtnieks (1950-1958) -primer director de l'Institut de Medicina de Riga-, i l'aleshores Ministre de Salut de la República de Letònia, Ādolfs Krauss. Al començament, van formar part les facultats de medicina, odontologia i farmàcia amb 45 departaments.
És una universitat finançada per l'Estat, que ofereix diversos programes d'estudi i garanteix la realització de projectes científics, proporcionant la formació d'experts en l'atenció envers la salut i de les ciències socials. La Universitat Stradiņš és l'única a Letònia que tradicionalment s'ha integrat en el sistema de salut del país i, per tant, assegura una reeixida carrera, que és una condició prèvia per a una existència efectiva del sistema de salut a Letònia.
RSU és autònoma acadèmicament a la realització dels seus objectius i treballs a favor de l'Estat i la societat, i ofereix una àmplia gamma d'oportunitats d'educació i de recerca acadèmica i professional en els àmbits de la salut, l'assistència social, les ciències socials i naturals.
El 1990, l'institut va passar a dir-se Acadèmia Mèdica de Letònia (en letó: Latvijas Medicinas Akademija), però el 5 d'abril de 1998, l'Assemblea Constitucional va prendre la decisió de canviar el nom de l'Acadèmia de Medicina de Letònia, sobre la base de les seves activitats reals com a Universitat Stradiņš de Riga. La Universitat Stradiņš en el temps es va convertir en una institució d'educació superior de tipus universitari, ja que no només capacita experts en els camps de la medicina i la farmàcia, sinó que també ofereix programes d'estudi en les ciències socials, ciències naturals, salut pública i llei. El 13 de juny de 2002, la Llei de la Universitat de Riga Stradiņš va entrar en vigor i l'Acadèmia de Medicina de Letònia va ser rebatejada com Universitat Stradiņš de Riga.

### Composició
- Ciències naturals i matemàtiques
- Humanitats
- Educació i Gestió
- Música i arts
- Ciències socials